# Thomas Grundmann (Philosoph)

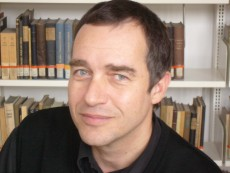
Thomas Grundmann (2005)

Thomas Grundmann (* 7. Oktober 1960 in Kiel) ist ein deutscher Philosoph und Professor für Philosophie an der Universität zu Köln. Im Zentrum seiner Arbeit steht die Erkenntnistheorie, die Sprachphilosophie, Kant und die Philosophie des Geistes.

## Leben
Grundmann wurde am 7. Oktober 1960 als Sohn des Apothekers Hans-Heinrich Grundmann und seiner Frau Hannelotte Grundmann geb. Heyne geboren. Er besuchte das Gymnasium in Flensburg und erwarb 1980 das Abitur. Von 1981 bis 1988 studierte er in Freiburg und Tübingen Philosophie, Germanistik, Geschichte und Altgriechisch. Im Jahr 1988 erlangte er mit einer Arbeit über „Ontologie und Subjektivität. Untersuchungen zur transzendentalen Logik in Kants Kritik der reinen Vernunft“ bei Klaus Hartmann in Tübingen das Staatsexamen. 1992 promovierte er ebenfalls in Tübingen bei Manfred Frank über „Analytische Transzendentalphilosophie. Eine Kritik“ und wurde anschließend Lehrbeauftragter, später wissenschaftlicher Mitarbeiter am Philosophischen Seminar und schließlich von 1994 bis 2001 wissenschaftlicher Assistent von Manfred Frank an der Universität Tübingen.
Von 1996 bis 1997 besucht Grundmann als Feodor-Lynen-Stipendiat der Alexander von Humboldt-Stiftung die University of California, Berkeley zu einem Forschungsaufenthalt bei Barry Stroud und Donald Davidson. Im November 2001 erfolgte die Habilitation mit der Arbeit „Die skeptische Methode. Eine metaepistemologische Untersuchung“ und einem Kolloquium zum Thema „Wenn der Determinismus wahr wäre. Überlegungen zur Willensfreiheit und Ethik“.
Nach Lehrstuhlvertretungen in Essen (2002), Tübingen (2002/03) und Berlin (2003) wurde Grundmann 2003 zunächst C2-Hochschuldozent für Analytische Philosophie und Geschichte der Philosophie an der Universität des Saarlandes in Saarbrücken. Ab 2004 übernahm er erst vertretungsweise und dann ordentlich die C3-Professur für Erkenntnistheorie, Wissenschaftstheorie und Logik an der Universität zu Köln.
Grundmann ist verheiratet und hat zwei Kinder.

## Werk
Ausgehend von der intensiven Beschäftigung mit Kant gelangte Grundmann zu seinem heutigen Hauptinteresse, der Erkenntnistheorie. Schwerpunkte seiner Forschung und Lehre sind ausgehend von der Erkenntnistheorie der Skeptizismus, Wissenschaftstheorie, Logik, die Philosophie des Geistes sowie Sprach- und analytische Philosophie. Weitere Arbeitsgebiete sind Empirismus und Rationalismus der Neuzeit, die Metaphysik der Person (Freiheit, Tod, Theorien der Person), Rationalitätstheorien, Normativität und Metaethik. Darüber hinaus beschäftigt sich Grundmann seit Beginn seiner Dozententätigkeit mit Fragen der Didaktik der Philosophie.

## Positionen

### Zur sog. „traditionellen Erkenntnistheorie“
Für das „traditionelle Paradigma“ der Erkenntnistheorie beschreibt Grundmann neun Ansätze:
- methodologischer Apriorismus (z. B.:  Rudolf Eisler)

Erkenntnistheoretische Fragen werden ohne Bezug auf empirisches Wissen beantwortet. Urteile werden also nicht durch Erfahrung, sondern aus einer Begriffsanalyse heraus gerechtfertigt. Die Kriterien für das, was als gerechtfertigte Meinung gelten soll, und deren Reichweite (der Umfang dessen, wie weit diese Meinung gelten sollen) werden synthetisch gebildet und nicht aus der Begegnung mit der realen Welt abgeleitet. Sie gelten daher a priori. Diese „Theorie der Rechtfertigung“ soll gemeinhin die Grundlagen des empirischen Wissens im Allgemeinen sichern. Sie gilt als Fundament einer so genannten „ersten Philosophie“.
- Antipsychologismus (z. B.: Rudolf Eisler)

Die klassische „Theorie der Rechtfertigung“ will erkenntnistheoretische Fragen unabhängig von jeder Psychologie beantworten. Erkenntnis wäre demnach unabhängig von allem, was heute über die (kausalen) Zusammenhänge zwischen mentalen Zuständen, Wissen oder über die kognitiven Fähigkeiten des Menschen bekannt ist.
- epistemologischer Internalismus (z. B.: Roderick Chisholm)

Gemäß der These von der „Transparenz der Gründe“ sollen Meinungen rechtfertigende Tatsachen so beschaffen sein, dass sie dem Meinungsinhaber durch bloße Reflexion direkt zugänglich sind.
- erkenntnistheoretischer Individualismus (z. B.: John Locke)

Demnach darf die Rechtfertigung jeder Meinung ausschließlich auf Informationen beruhen, die der Meinungsinhaber selbst rechtfertigen kann – oder zumindest könnte. Eine „erkenntnistheoretische Arbeitsteilung“ wird ausgeschlossen.
- Anti-Reduktionismus

Erkenntnis lässt sich nicht auf Erfahrung reduzieren. D. h. rechtfertigende Tatsachen können nicht auf nicht-epistemische Tatsachen zurückgeführt werden. Klassisch ist hier das Argument des sog. „naturalistischen Fehlschlusses“ (vom Sein zum Sollen).
- Anti-Kontextualismus (z. B. Descartes, Roderick Chisholm)

Demnach soll Erkenntnis unabhängig vom – z. B. sozio-ökonomischen – Umfeld sein. Die Rechtfertigung begründeter Meinungen soll nicht relativ zu den wandelbaren sozialen, physikalischen und sonstigen Bedingungen sein, denen der Meinungsträger zufällig ausgesetzt ist.
- Inferenzialismus (z. B.: Peter Bieri)

Eine Meinung soll nur dadurch gerechtfertigt werden können, dass sie in bestimmten logischen Beziehungen zu anderen mentalen Zuständen steht, welche selbst propositionalen Gehalt haben müssen.
- Doxastizismus (z. B.: Donald Davidson)

Meinungen sollen nur durch Meinungen gerechtfertigt werden können, d. h. nichts außer Meinungen habe Rechtfertigungskraft. (Davidson: „dass nichts als Grund für eine Meinung in Frage kommt, was nicht selbst eine Meinung ist“.)
- psychosemantischer Internalismus

Das Mentale, bzw. dessen Gehalt soll vollständig autonom seien (These von der „Autonomie des Mentalen“). Meinungen des Individuums entstehen unabhängig von seiner Umwelt.
Gemeinsam ist diesen Ansätzen nach Grundmann die Idee einer erkenntnistheoretischen Unabhängigkeit (epistemische Autonomie). Das Individuum, der Meinungsinhaber, wäre demnach als erkennendes Subjekt in seinem Erkennen gegenüber erkenntnistheoretischen Regeln völlig autonom. Dies sei angesichts dessen, dass die traditionelle Erkenntnistheorie entscheidend durch Descartes und Kant geprägt wurde, nicht verwunderlich, da beide apriorisches Wissen (also vor jeder Erfahrung stehende Meinungen) für möglich halten. Dies darf allerdings – so Grundmann – inzwischen als fragwürdig geworden gelten.
„Bereits seit einer ganzen Reihe von Jahren werden die Grundpfeiler der traditionellen Erkenntnistheorie durch neuere einflussreiche Strömungen der Philosophie in Frage gestellt. Die Vertreter eines radikalen Naturalismus reduzieren das Phänomen der Erkenntnis auf einen objektiven Gegenstand naturwissenschaftlicher Forschung. In der Philosophie des Geistes wurde das traditionelle Bild durch die Thesen des Gehalts-Externalismus und die Diskussion über die Möglichkeit eines nicht-begrifflichen Wahrnehmungsgehalts nachhaltig erschüttert. Der vor allem vom späten Wittgenstein ausgehende Kontextualismus betont die Interessenrelativität erkenntnistheoretischer Phänomene und klagt die traditionell vernachlässigte soziale Dimension des Wissens ein.“

### Monographien
1. Ontologie und Subjektivität. Untersuchungen zur transzendentalen Logik in Kants Kritik der reinen Vernunft, unveröffentlichte Staatsarbeit. 213 Seiten. Tübingen 1988.
2. Analytische Transzendentalphilosophie. Eine Kritik, Schöningh: Paderborn 1994. 376 Seiten.
3. Der Wahrheit auf der Spur. Ein Plädoyer für den erkenntnistheoretischen Externalismus, mentis: Paderborn 2003. 403 Seiten (überarbeitete Fassung der Habilitationsschrift).
4. Analytische Einführung in die Erkenntnistheorie, De Gruyter: Berlin / New York 2008, 608 Seiten, ISBN 978-3-11-017622-3 und 2017 in 2. Auflage, 469 Seiten, ISBN 978-3-11-053025-4.

### Herausgaben
- Mitherausgeber von Philosophie der Skepsis, Schöningh: Paderborn 1996.
- Herausgeber von Erkenntnistheorie. Positionen zwischen Tradition und Gegenwart, mentis: Paderborn 2001 (2. Auflage, Paderborn 2003).
- Mitherausgeber von Anatomie der Subjektivität, Suhrkamp: Frankfurt am Main 2005.
- Mitherausgeber von Die Experimentelle Philosophie in der Diskussion, Suhrkamp: Frankfurt am Main 2014.

### Artikel und Aufsätze
- „Filosofia trascendentale analitica versus filosofia trascendentale conscienzia“. In: Euntes Docete 44 (1990).
- „Attribution oder Proposition? H.-N. Castanedas Kritik an Chisholms und Lewis' Selbstbewußtseinstheorien“. In: Analytische Theorien des Selbstbewußtseins, hrsg. von M. Frank, Suhrkamp: Frankfurt/M. 1994.
- „Gibt es ein subjektives Fundament unseres Wissens?“ In: Zeitschrift für philosophische Forschung 1996, S. 458–472.
- „Can Science be alikened to a well-written fairy-tale? A contemporary reply to Schlick's objections to Neurath's coherence theory“. In: Vienna Circle Institute Yearbook 4 (1996), S. 127–133.
- „Bedingungen des Verstehens als Bedingungen der Gegenstände des Verstehens“. In: Analyomen 2, hrsg. von G. Meggle / P. Steinacker, Berlin / New York 1997, Bd. 1, S. 232–245.
- „Tendenzen der gegenwärtigen analytischen Erkenntnistheorie“. In: Zeitschrift für philosophische Forschung 51 (1997), S. 627–648.
- „The Two Faces of Skepticism in Aenesidemus-Schulze“. In: The Skeptical Tradition around 1800, hrsg. von R. Popkin / J. v. d. Zande, Kluwer: Dordrecht 1998, S. 133–141.
- „Burge's antirealistic argument against epiphenomenalism“. In: Analyomen 3, hrsg. von J. Nida-Rümelin, Berlin / New York 1999, S. 521–528.
- „BonJour's Self-Defeating Argument for Coherentism“. In: Erkenntnis 50 (1999), S. 463–479.
- & Frank Hofmann: „Ist der radikale Empirismus epistemisch selbstwidersprüchlich?“ In: Die Zukunft des Wissens, hrsg. von Jürgen Mittelstraß, Universitätsverlag Konstanz 1999, S. 684–691.
- „Die traditionelle Erkenntnistheorie und ihre Herausforderer“. In: Erkenntnistheorie, hrsg. von T. Grundmann, Mentis: Paderborn 2001, S. 9–29.
- „Eine psychologische Verteidigung des erkenntnistheoretischen Realismus“. In: Erkenntnistheorie, hrsg. von T. Grundmann, Mentis: Paderborn 2001, S. 188–209.
- „Das erkenntnistheoretische Regreßargument“. In: Zeitschrift für philosophische Forschung 55 (2001), S. 221–245.
- „Was der erkenntnistheoretische Internalist vergißt“. In: Logos N.F. 7 (2001/2), S. 361–385.
- „Warum wir Wissen als einen wichtigen Begriff der Erkenntnistheorie betrachten sollten – Eine Antwort auf Ansgar Beckermann“. In: Zeitschrift für philosophische Forschung 56 (2002), S. 118–124.
- „Die Struktur des skeptischen Traumarguments“. In: Grazer Philosophische Studien 64 (2002), S. 57–81.
- & Catrin Misselhorn: „Transcendental Arguments and Realism“. In: Kant and Strawson, hrsg. von H. J. Glock, Oxford University Press 2003, S. 205–218.
- „Wenn der Determinismus wahr wäre. Über die Möglichkeit von Willensfreiheit in der natürlichen Welt“. In: Monismus. Festschrift für Andreas Graeser, hrsg. von Andreas Baechli / Klaus Petrus, Frankfurt /London 2003, S. 293–313.
- „Was ist eigentlich ein transzendentales Argument?“ In: Warum Kant heute? Bedeutung und Relevanz seiner Philosophie in der Gegenwart, hrsg. von Dietmar Heidemann und Kristina Engelhard, Berlin / New York 2003, S. 44–75.
- „Die Grenzen des erkenntnistheoretischen Kontextualismus“. In: Deutsche Zeitschrift für Philosophie 51 (2003).
- „Perceptual Representations as Basic Reasons“. In: Perception and Reality. From Descartes to the Present, hrsg. von Ralph Schumacher, Paderborn 2003, S. 286–303.
- „Counterexamples to Epistemic Externalism revisited“. In: The Externalist Challenge, hrsg. von Richard Schantz, Berlin / New York 2004.
- „Inferential Contextualism, Epistemological Realism and Scepticism. A Reply to Michael Williams“. In: Erkenntnis 61 (2004), 345 – 352.
- „Widerspricht der erkenntnistheoretische Externalismus unseren Intuitionen?“ In: Knowledge and Belief. Proceedings of the 26th International Wittgenstein Symposium, hrsg. von W. Löffler / P. Weingartner, Wien 2004.
- „Descartes’ Cogito-Argument. Versuch einer sinnkritischen Rekonstruktion“, in: T. Grundmann (Hg.), Anatomie der Subjektivität, Frankfurt am Main 2005, S. 255–276.
- „Die Grenzen des Verstehens“
- „Warum ich weiß, dass ich kein Zombie bin“
- Digitaler Ratgeber. Mit Wikipedia durch die Corona-Kontroversen. In: Frankfurter Allgemeine Zeitung. Online-Ausgabe vom 9. Oktober 2020.

### Berichte, Rezensionen und Lexikonartikel
- Bericht vom XVI. Deutschen Kongreß für Philosophie. In: Zeitschrift für philosophische Forschung 48 (1994), S. 292–299.
- Rezension von „Geert Lueke-Lueken: Inkommensurabilität als Problem rationaler Argumentation“. In: Philosophische Rundschau 40 (1993), S. 325–329.
- Rezension von „Alex Buri: Hilary Putnam, Frankfurt/M. 1994“. In: Philosophische Rundschau 1995.
- Rezension zu „Hilary Putnam: Renewing Philosophy, HUP: Cambridge / MA 1992; Words and Life, HUP: Cambridge 1994“. In: Philosophische Rundschau 43 (1996), S. 64–70.
- Lexikonartikel zu „Ding an sich“, „Gehirn im Tank“ und „Reliabilität“. In: Metzler Philosophie Lexikon, hrsg. von P. Prechtl / F. P. Burkard, Metzler: Stuttgart 1995.
- Rezension zu „Thomas Bartelborth: Begründungsstrategien, Akademie Verlag: Berlin 1996“. In: Zeitschrift für philosophische Forschung 1998.
- Rezension zu „Robert Stern (Hrsg.): Transcendental Arguments. Problems and Prospects, Oxford: Clarendon 1999“ und „Robert Stern: Transcendental Arguments and Scepticism. Answering the Question of Justification, Oxford: Clarendon 2000“. In: Zeitschrift für philosophische Forschung 56 (2002), S. 155–164.